# Josué Salas
Pour les articles homonymes, voir Salas.
Salas  Vargas est un nom espagnol. Le premier nom de famille, en général paternel, est Salas ; le second, en général maternel, souvent omis, est Vargas.
Josué Salas Vargas, né le 8 octobre 2003, est un coureur cycliste costaricien.

## Biographie
Josué Salas est originaire du canton de Palmares,. En 2019, il se fait remarquer à l'étranger en remportant la version juvénile de la Vuelta a Chiriquí, disputée par des cyclistes de moins de 17 ans. Il finit également troisième du championnat du Costa Rica du contre-la-montre dans sa catégorie. 
Lors de la saison 2023, il termine deuxième de la course en ligne espoirs aux championnats d'Amérique centrale, sous les couleurs de la délégation costaricienne. Il représente par ailleurs son pays natal au championnat du monde espoirs, organisé au Royaume-Uni. Deux ans plus tard, il est sacré champion d'Amérique centrale du contre-la-montre par équipes, aux côtés de plusieurs compatriotes. 

## Palmarès et résultats

### Par année
- 2019
  - 3e du championnat du Costa Rica du contre-la-montre cadets
- 2023
  -  Médaillé d'argent du championnat d'Amérique centrale sur route espoirs
- 2025
  -  Champion d'Amérique centrale du contre-la-montre par équipes

### Classements mondiaux
| Année            | 2023 | 2024 |
| ---------------- | ---- | ---- |
| UCI America Tour | 229e | 318e |